# Structure pyramidale des ligues de football en Norvège
La structure pyramidale des ligues de football en Norvège désigne le système de classement officiel des divisions du football norvégien.

## Généralités
Le football norvégien est composé de 9 échelons hiérarchiques totaux. Les 4 premiers se jouent au niveau national et les ligues régionales organisent les compétitions à partir de la D5.
Jusqu'en 1990, les niveaux portent le nom générique de Division suivi d'un nombre qui indique leur position hiérarchique (Division 1, Division 2,... ). En 1991, les autorités du football décident de renommer la D1 en Tippeligaen et dès lors, Division 1 devient le nom du second échelon et ainsi de suite. Si la D2 et la D3 sont devenues sponsorisées à leur tour, les échelons inférieurs ne le sont pas et ils ont donc gardé leurs noms génériques. C'est ce mécanisme qui conduit à ce que par exemple le 4e niveau s'appelle Division 3 (norvégien : 3. Divisjon) ou que le 9e niveau s'appelle Division 8 (norvégien : 8. Divisjon).

## Structure des championnats
| Niveau | Championnat                                  | Championnat                                  | Championnat                                  | Championnat                                  |
| ------ | -------------------------------------------- | -------------------------------------------- | -------------------------------------------- | -------------------------------------------- |
| 1      | Elitenserien 16 clubs                        | Elitenserien 16 clubs                        | Elitenserien 16 clubs                        | Elitenserien 16 clubs                        |
| 2      | OBOS-Ligaen 16 clubs                         | OBOS-Ligaen 16 clubs                         | OBOS-Ligaen 16 clubs                         | OBOS-Ligaen 16 clubs                         |
| 3      | 2.Divisjon 2 groupes de 14 clubs             | 2.Divisjon 2 groupes de 14 clubs             | 2.Divisjon 2 groupes de 14 clubs             | 2.Divisjon 2 groupes de 14 clubs             |
| 4      | 3.Divisjon 6 groupes de 14 clubs             | 3.Divisjon 6 groupes de 14 clubs             | 3.Divisjon 6 groupes de 14 clubs             | 3.Divisjon 6 groupes de 14 clubs             |
| 5      | 4. Divisjon : 24 groupes de 12 à 14 équipes. | 4. Divisjon : 24 groupes de 12 à 14 équipes. | 4. Divisjon : 24 groupes de 12 à 14 équipes. | 4. Divisjon : 24 groupes de 12 à 14 équipes. |

## Sources
- (en) Cet article est partiellement ou en totalité issu de l’article de Wikipédia en anglais intitulé « Norwegian football league system » (voir la liste des auteurs).

- (en) Cet article est partiellement ou en totalité issu de l’article de Wikipédia en anglais intitulé « Norwegian Third Division » (voir la liste des auteurs).